# معهد علوم المعلومات

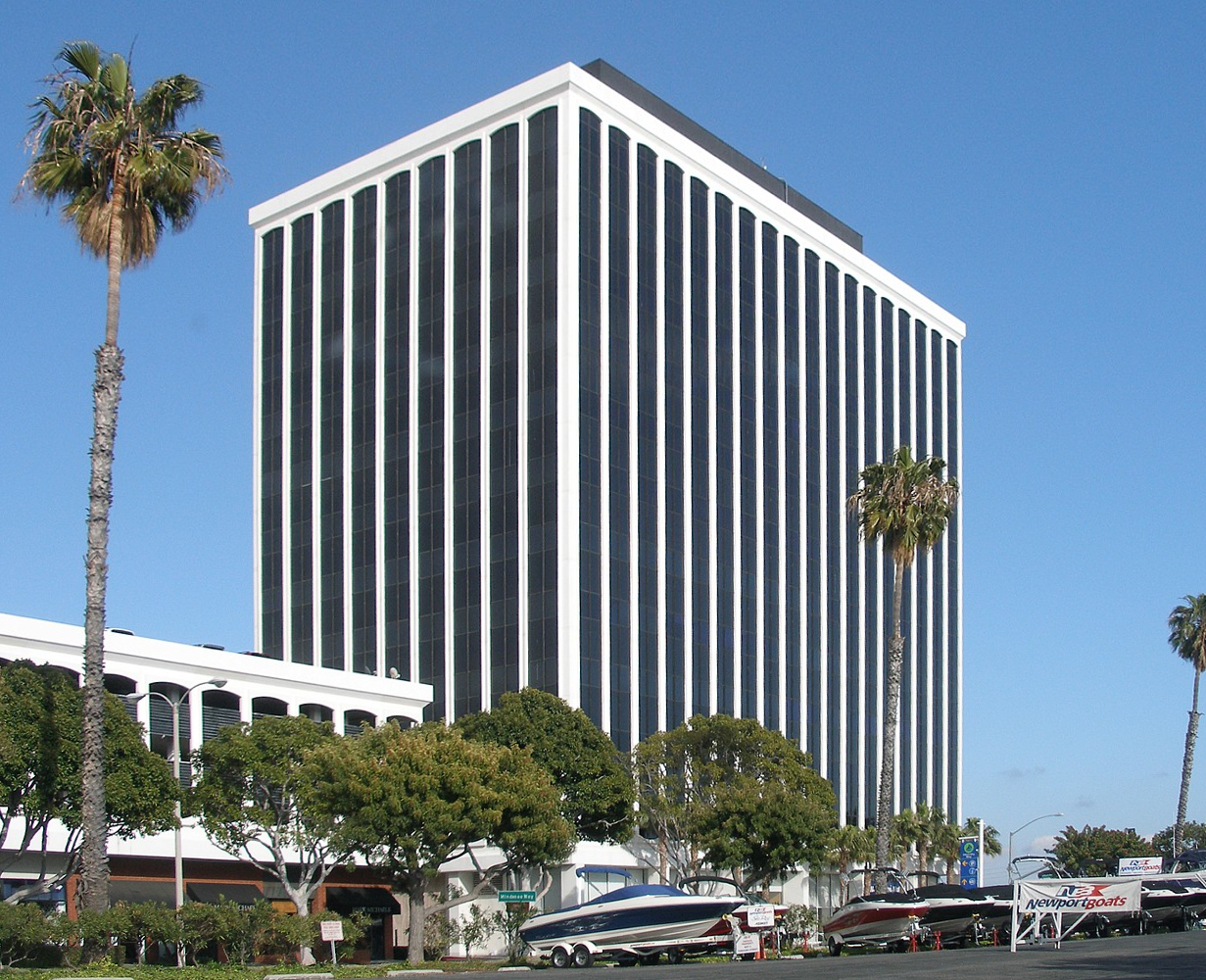
الفرع الرئيسي لمعهد علوم المعلومات في مارينا ديل ري، في كاليفورنيا.

معهد علوم المعلومات (ISI) وهو معهد تابع لجامعة كاليفورنيا الجنوبية (USC)، وأحد مكونات كلية فيتربي للهندسة بجامعة كاليفورنيا الجنوبية، وهو متخصص في البحث والتطوير في معالجة المعلومات والحوسبة وتقنيات الاتصالات. ويقع في مارينا ديل ري، في كاليفورنيا 
شارك معهد علوم المعلومات بقوة في ثورة المعلومات، حيث لعب دورًا رائدًا في تطوير وإدارة الإنترنت خلال مراحله الأولى وفي تطوير الشبكة السابقة ARPAnet الأربانت.   ويقوم المعهد بإجراء العديد من البحوث الأساسية والتطبيقية، حيث أن هذه البحوث مدعومة من أكثر من 20 وكالة حكومية أمريكية معنية بالدفاع والعلوم والصحة والأمن الداخلي والطاقة ومجالات أخرى. ويبلغ التمويل السنوي للمعهد حوالي 100 مليون دولار.
يوظف المعهد حوالي 350 باحثاً ومبرمجاً بحثياً وطلاب دراسات عليا وموظفين إداريين في مقره الرئيسي في مارينا ديل ري بكاليفورنيا، وفي أرلينغتون بولاية فرجينيا.
ويشكل حملة الدكتوراه نصف فريق البحث، وحوالي 40 من أعضاء المعهد هم باحثين واعضاء تدريس في جامعة جنوب كاليفورنيا ويقدمون المشورة لطلاب الدراسات العليا. 

## البحث والجهات الراعية
تغطي أبحاث المعهد مجالات الذكاء الاصطناعي (AI)، والأمن السيبراني،  الحوسبة الشبكية،  الحوسبة السحابية، والحوسبة الكمومية، والإلكترونيات الدقيقة،   الحوسبة الفائقة، والأقمار الصناعية النانوية والعديد من المجالات الأخرى.
تشمل خبرة الذكاء الاصطناعي معالجة اللغة الطبيعية، حيث يتمتع المعهد بسمعة عالمية بهذا المجال،    الروبوتات القابلة لإعادة التشكيل،  تكامل المعلومات، وتحليل الحركة   وتحليل وسائل التواصل الاجتماعي.
من حيث خبرة المعهد في تطوير المعدات والبرمجيات فهي تشمل أمان الأنظمة الفيزيائية السيبرانية، واستخراج البيانات، والحوسبة القابلة لإعادة التكوين، والحوسبة السحابية.
أما في مجال الشبكات، يستكشف المعهد مرونة الإنترنت وتحليل حجم الحركة على الإنترنت والضوئيات، وذلك ضمن مجالات أخرى. 
ويعمل الباحثون أيضًا في إدارة البيانات العلمية والتقنيات اللاسلكية والمحاكاة الحيوية والشبكة الكهربائية الذكية، حيث يقدم المعهد المشورة لقسم المياه والطاقة في لوس أنجلوس بشأن مشروع إرشادي كبير. ويعمل حالياً على مبادرة أخرى عن تصوير الدماغ بالبيانات الضخمة بالاشتراك مع كلية كيك للطب في جامعة جنوب كاليفورنيا.
تشمل الوكالات الفيدرالية الراعية للمعهد: مكتب القوات الجوية للبحث العلمي، ووكالة مشاريع البحوث المتقدمة التابعة لوزارة الدفاع، ووزارة التعليم، ووزارة الطاقة، ووزارة الأمن الداخلي، والمعاهد الوطنية للصحة، ومؤسسة العلوم الوطنية، وغيرها من الوكالات التي تعمل في المجالات العلمية والتقنية والدفاعية.
فيما يخص الشركات الشريكة مع المعهد يذكر: شركة شيفرون في مركز تقنيات حقول النفط الذكية التفاعلية (CiSoft)، شركة لوكهيد مارتن في مركز لوكهيد مارتن للحساب الكمومي في جامعة جنوب كاليفورنيا، وشركة سبارتا التابعة لشركة بارسونز في مشروع DETER، وهو مبادرة بحثية في مجال الأمن السيبراني وقاعدة الاختبار الدولية. اختبار. دخل معهد علوم المعلومات أيضًا في شراكة مع شركات أخرى مثل شركة IBM، شركة سامسونج، رايثون، شركة GlobalFoundries، شركة نورثروب غرومان، كارل زايس أي جي، ويعمل المعهد حاليًا مع تقنية ميكرون Micron Technology، Inc، شركة ألتيرا وشركة فوجيتسو اليابانية الدولية.
ويدير المعهد أيضًا خدمة تنفيذ أشباه الموصلات المعدنية بأكسيد المعادن (MOSIS)، وهو خدمة رقاقة دارة إلكترونية متعددة المشاريع، صمم أكثر من 60.000 شريحة منذ عام 1981. يوفر MOSIS أدوات التصميم وتصميمات دوائر المجمعات لإنتاج شرائح متخصصة ومنخفضة الحجم للشركات والجامعات والكيانات البحثية الأخرى في جميع أنحاء العالم. وقد ساهم المعهد أيضًا في عملية نشوء العديد من الشركات الناشئة والشركات المنبثقة عن برامج الشبكة، ودمج المعلومات الجغرافية المكانية، والترجمة الآلية، وتكامل البيانات، وتقنيات أخرى.

## تاريخ
أسس كيث أونكافير معهد علوم المعلومات، الذي ترأس مجموعة أبحاث الكمبيوتر في مؤسسة RAND في الستينيات وأوائل السبعينيات.  قرر أونكافير ترك مؤسسة RAND بعد قطع تمويل في عام 1971. فاتصل بجامعة كاليفورنيا في لوس أنجلوس عارضاً عليهم فكرة إنشاء معهد للتكنولوجيا خارج الحرم الجامعي، ولكن قيل له إن القرار يحتاج 15 شهراً. فقدم هذا المقترح امام جامعة كاليفورنيا الجنوبية الذي تم الموافقة عليه في خمسة أيام.  وبذلك تم إطلاق معهد علوم المعلومات مع ثلاثة موظفين في عام 1972، حيث تم تمويله من قبل وكالة مشاريع الأبحاث الدفاعية المتقدمة (DARPA) في 30 يوماً مقابل 6 ملايين دولار.
أصبح المعهد واحد من اوائل العقد على ARPANET ،  أي سبق الإنترنت، وفي عام 1977 برز بشكل واضح أهميته على المستوى الدولي. ساعد أيضاً في تحسين بروتوكولات اتصالات TCP / IP الأساسية لعمليات الشبكة،  وطور الباحث بول موكابتريس نظام اسم المجال المألوف الآن والذي يتميز بـ.com و.org و.net و.gov و.edu  التي ما زالت مستخدمة حتى هذه اللحظة. (تم اختراع هذه الأسماء/ النهايات في معهد ستانفورد للأبحاث، وهو معهد متعاون بشكل مستمر مع معهد علوم المعلومات) أنشأ ستيف كروكر سلسلة طلب التعليقات (RFC)، وهو سجل مكتوب عن الهيكل الفني للشبكة وتشغيلها الذي وثق وشكل الإنترنت الناشئ. أصبح داني كوهين، وهو باحث آخر في المعهد، أول من نفذ حزم الصوت والفيديو عبر ARPANET، مما يدل على أهمية تبديل الحزم للتطبيقات الآنية.
تعاون جون بوستل في تطوير TCP / IP و DNS وبروتوكول SMTP الذي يدعم البريد الإلكتروني. قام أيضاً بتحرير RFC على مدى ثلاثة عقود حتى وفاته المفاجئة في عام 1998، بعدها تولى زملاؤه في المعهد المسؤولية. احتفظ المعهد بهذا الدور حتى عام 2009. قام بوستيل في نفس الوقت بتوجيه هيئة الإنترنت للأرقام المخصصة (IANA) وما سبقها، والتي تقوم بتعيين عناوين الإنترنت. وكانت IANA تدار من قبل المعهد حتى تم إنشاء منظمة غير ربحية، ICANN، لهذا الغرض في عام 1998.

## إنجازات أخرى
انطلقت من معهد علوم المعلومات بعض تطبيقات أمان الإنترنت الأولى، وواحد من أوائل أجهزة الكمبيوتر المحمولة في العالم.
أنشأ باحثو المعهد أيضاً أو شاركوا في إنشاء:
- معيار الحوسبة الشبكية GLOBUS [31] [32]
- لغة تمثيل المعرفة LOOM والبيئة، أو LOOM (علم الوجود)
- MONARCH حاسوب عملاق على رقاقة [33]
- حلق (العمارة المعرفية) لتطوير أنظمة سلوكية ذكية
- Pegasus (إدارة سير العمل)

في عام 2011، نصح العديد من خبراء اللغة الطبيعية في المعهد فريق IBM الذي أنشأ Watson، بإن الحاسوب لاحقاً أصبح أول آلة تفوز على المنافسين البشريين في برنامج Jeopardy! التلفزيوني.  في عام 2012، قاد كيفن نايت من المعهد حملة ناجحة لكسر تشفير Copiale، وهي مخطوطة مشفرة طويلة ظلت غير قابلة للقراءة لمدة 250 عاماً. في عام 2012 أيضاً، أصبح مركز الحوسبة الكمية (QCC) التابع لجامعة جنوب كاليفورنيا - لوكهيد مارتن أول مؤسسة تشغل لنظام التلدين الكمي خارج الشركة المصنعة لها، D-Wave Systems Inc. تقوم جامعة كاليفورنيا الجنوبية ومعهد علوم المعلومات ولوكهيد مارتن الآن بأبحاث أساسية وتطبيقية في الحوسبة الكمومية. ويوجد نظام التلدين الكمي الثاني في مركز أبحاث ناسا أميس، ويتم تشغيله بشكل مشترك من قبل ناسا وجوجل.
لاحقاً صُنفت كلية فيتربي للهندسة من بين أفضل 10 كليات للدراسات العليا في الهندسة في الولايات المتحدة من قبل US News & World Report في عام 2015.   بما في ذلك المعهد، وتم تصنيف جامعة جنوب كاليفورنيا في المرتبة الأولى على الصعيد الوطني من حيث تخصيص نفقات للبحث والتطوير الفيدرالي لعلوم الكمبيوتر. 

## الهيكل التنظيمي
تم تقسيم معهد علوم المعلومات على سبعة أقسام تركز على مجالات مختلفة من الخبرة البحثية: 
- الإلكترونيات المتقدمة: بحث وتصنيع الدوائر المتكاملة للخدمات المشتركة من MOSIS، مفاهيم CMOS وما بعد CMOS، والمحاكاة الحيوية
- النظم والتكنولوجيا الحاسوبية: الحوسبة الكمومية؛ الحوسبة الفائقة. الحوسبة السحابية واللاسلكية والقابلة لإعادة التشكيل ومتعددة النواة؛ العمارة الدقيقة والإلكترونيات. تقنيات أتمتة العلوم. الشبكات الاجتماعية وأنظمة الفضاء
- أبحاث أنظمة المعلوماتية: الحوسبة الشبكية، وأمن المعلومات، والبنى الموجهة للخدمات، والتصوير والمعلوماتية الطبية التي تهدف إلى تحويل عمليات اكتشاف الرعاية الصحية وممارستها وتقديمها.
- الذكاء الاصطناعي: الذكاء الاصطناعي في اللغة الطبيعية والترجمة الآلية وتكامل المعلومات والتعليم والروبوتات وغيرها من التخصصات.
- الشبكات والأمن السيبراني: أبحاث أمن الإنترنت واختبار دولي، ونهج قياس ومراقبة الإنترنت، وشبكات الاستشعار التي تؤكد على كل من نظرية الشبكات وممارستها.
- تكنولوجيا الفضاء والأنظمة: أبحاث الفضاء والمشاركة العملية للطلاب من خلال مركز أبحاث هندسة الفضاء، الذي يتم تشغيله بشكل مشترك من قبل ISI و USC.
- تحليلات الرؤية والصورة والكلام والنص: يُعد مركز المعهد لتحليلات الرؤية والصورة والكلام والنص (VISTA) رائدًا معترفًا به دوليًا في مجالات مثل معالجة إشارات الوسائط المتعددة ورؤية الكمبيوتر وتحليل اللغة الطبيعية.

تعمل مجموعات البحث الأصغر والمتخصصة داخل جميع الأقسام تقريبًا.
يترأس المعهد حالياً المدير التنفيذي كريج نوبلوك، وهو المدير السابق لقسم الذكاء الاصطناعي.

## روابط خارجية
- الموقع الرسمي لمعهد علوم المعلومات USC (ISI)
- الموقع الرسمي لمدرسة USC Viterbi للهندسة نسخة محفوظة 2 يناير 2017 على موقع واي باك مشين.
- يوتيوب
- Dwavesys.com